# Rouxmesnil-Bouteilles
Rouxmesnil-Bouteilles ist eine französische Gemeinde mit 1.806 Einwohnern (Stand: 1. Januar 2022) im Département Seine-Maritime in der Region Normandie. Sie gehört administrativ zum Arrondissement Dieppe und ist Teil des Kantons Dieppe-1 (bis 2015: Kanton Offranville).

## Geografie
Rouxmesnil-Bouteilles ist eine banlieue im Süden von Dieppe und liegt wenige Kilometer südlich der Alabasterküste am Ärmelkanal. Der Fluss Arques bildet die östliche Gemeindegrenze. Umgeben wird Rouxmesnil-Bouteilles von den Nachbargemeinden Dieppe im Norden, Martin-Église im Osten und Nordosten, Arques-la-Bataille im Süden sowie Saint-Aubin-sur-Scie im Westen und Südwesten.

## Bevölkerungsentwicklung
| 1962 | 1968 | 1975 | 1982 | 1990 | 1999 | 2006 | 2012 |
| ---- | ---- | ---- | ---- | ---- | ---- | ---- | ---- |
| 783  | 868  | 1005 | 1129 | 1686 | 1774 | 1837 | 1974 |

## Sehenswürdigkeiten
- Kapelle Saint-Thérèse, 1929 bis 1931 erbaut
- Herrenhaus von Hacquenouville, im 16. Jahrhundert erbaut